# Euxesta cavagnaroi
Euxesta cavagnaroi är en tvåvingeart som beskrevs av Steyskal 1966. Euxesta cavagnaroi ingår i släktet Euxesta och familjen fläckflugor. Inga underarter finns listade i Catalogue of Life.